# La forza del destino
La forza del destino (deutscher Titel: Die Macht des Schicksals) ist eine Oper in vier Akten von Giuseppe Verdi (Musik) und Francesco Maria Piave (Libretto), uraufgeführt am 29. Oktoberjul. / 10. November 1862greg. im Bolschoi-Theater Sankt Petersburg. Antonio Ghislanzoni schrieb eine Neufassung des Librettos. In dieser Form wurde die Oper am 27. Februar 1869 in der Mailänder Scala zum ersten Mal gespielt. Bekanntestes Element der musikalischen Gestaltung ist ein „Schicksalsmotiv“, das sich von der Ouvertüre an wie ein Leitfaden durch das Werk zieht.

## Handlung

### Erster Akt
Ein mit Damast tapezierter Saal
Leonora de Vargas erwartet nachts ihren Geliebten Don Alvaro, um mit ihm zu fliehen und in ihrer Liebe glücklich zu leben. Dieser ist ein Sohn des einstigen spanischen Vizekönigs von Peru und „der Letzten der Inkas“. Sein Vater hatte sich vergeblich um eine Aussöhnung der beiden Völker bemüht, wurde jedoch entmachtet und hingerichtet. Alvaro ist im Kerker geboren und in der Wildnis aufgewachsen. Er ist nach Spanien gekommen, um die Ehre seiner Familie wiederherzustellen.
Als Alvaro erscheint, betritt auch Leonoras Vater, der Marchese von Calatrava, das Zimmer, beleidigt Alvaro aufs heftigste und bedroht ihn. Sich seiner Schuld bewusst, zieht Alvaro eine Pistole im Versuch, sich selbst zu töten und damit den Unmut des Marchese zu beseitigen. Er besinnt sich jedoch und wirft die Waffe auf den Boden, um den Streit beizulegen. Beim Aufprall aber löst sich ein Schuss und trifft den Marchese tödlich. Sterbend verflucht er seine Tochter – ein Fluch, der sich am Ende der Oper grausam bewahrheiten soll.
Leonora und Alvaro müssen fliehen, sie verlieren sich aus den Augen.

### Zweiter Akt
Große Küche im Erdgeschoss eines Gasthauses
Leonoras Bruder, Don Carlo de Vargas, hat vom Tode seines Vaters erfahren. In Unkenntnis über den wahren Hergang ist er überzeugt, dass seine Schwester und deren Liebhaber den Vater gemeinsam ermordet haben, um fliehen zu können. Voller Schmerz und Zorn hat er nur noch eines im Sinn: Leonora und Alvaro zu töten und so den Vater zu rächen.
In einem Dorfgasthaus auf dem Lande kommt das Volk der Gegend zusammen, um gemeinsam den Abend zu verbringen. Don Carlo hat sich als Student ausgegeben und sich unter die Leute gemischt: er ist der Spur seiner Schwester bis hierher gefolgt, welche sich tatsächlich, verkleidet als Mann, in der Schenke verborgen hält. Dort erblickt Leonora ihren Bruder, bevor dieser sie entdeckt, und es gelingt ihr abermals die Flucht.
Da erscheint Preziosilla, eine junge Zigeunerin, um Freiwillige für einen Krieg gegen die Deutschen anzuwerben; die Kämpfe finden in Norditalien statt, und jedem Teilnehmer sei Ruhm, Ehre und Glück beschieden. Voller Begeisterung entschließen sich alle, in den Kampf zu ziehen, einschließlich Don Carlo; er glaubt, die Spur seiner Schwester endgültig verloren zu haben, und will in der Fremde ein neues Leben beginnen. Auf Fragen des Landvolkes, wer er sei, erzählt er seine Leidensgeschichte, wenn auch in verfremdeter Form und mit falschem Namen, um nicht erkannt zu werden.
Die Kirche Madonna degli Angeli
Leonora sucht den letzten Ausweg in einem Kloster; doch will sie nicht als Nonne leben, sondern als einsame Einsiedlerin ihre „Schuld“ büßen.
Sie sucht ein Franziskanerkloster auf. Nachdem der misstrauische Bruder Melitone ihr Einlass gewährt hat, beichtet sie dem strengen, doch gütigen Pater Guardian (so heißt der Vorsteher eines Franziskanerklosters) ihre Geschichte; einzig ihm gibt sie sich als Frau zu erkennen und fleht ihn an, sie bei sich aufzunehmen. Erschüttert und gerührt ist der Guardian einverstanden, sie der Einsiedelei unweit des Klosters zuzuweisen; sie darf aber für den Rest ihres Lebens diese nicht mehr verlassen. Er ruft alle Brüder herbei, und feierlich schwören diese, das Geheimnis auf ewig zu wahren; jeden, der es frevelhaft brechen würde, soll die Rache des Himmels furchtbar treffen.

### Dritter Akt
Wald
Aus Verzweiflung, da er Leonora für tot hält, wurde Alvaro Soldat. Wegen seiner großen Tapferkeit wurde er zum Hauptmann befördert. In der Nähe eines Kriegslagers rettet er, ohne ihn zu erkennen, Don Carlo bei einem Überfall das Leben. Beide schwören sich ewige Freundschaft. In der Schlacht wird Alvaro verwundet. Don Carlo soll für den Freund ein versiegeltes Päckchen mit Briefen ins Feuer werfen. Als er das tun will, fällt das Bild seiner Schwester Leonora aus diesem Päckchen.
Empfangsraum der Wohnung eines höheren Offiziers
Als Alvaro wieder genesen ist, wird er von Don Carlo zum Zweikampf aufgefordert, den er zunächst verweigert. Als er hört, dass Leonora lebt und Don Carlo sie nur sucht, um sie dann zu töten, greift Alvaro zur Waffe. Die Kämpfenden werden getrennt. Daraufhin geht Alvaro ins Kloster.
Militärlager bei Velletri
Vor dem Lager bieten sich Marketenderinnen den Soldaten an. Als Fra Melitone vorbeikommt und über deren Sünden predigt, wird dieser vertrieben. Preziosilla ergreift eine Militärtrommel und stimmt das kriegerische Rataplan an.

### Vierter Akt
Kloster der Madonna degli Angeli

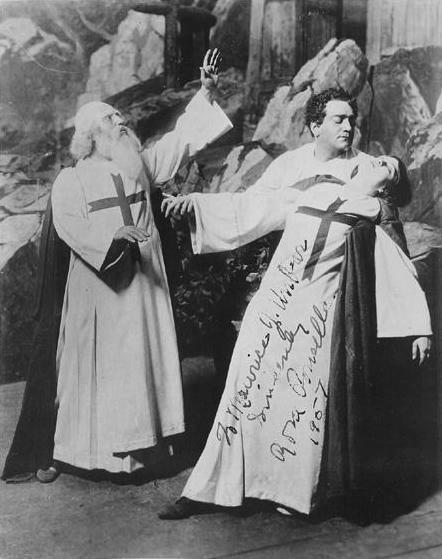
Enrico Caruso und Rosa Ponselle in einer Aufführung von La forza del destino, 4. Akt, um 1918

Vor einem Kloster streitet eine hungrige Menge mit dem Fra Melitone. Da erscheint Don Carlo und will mit Alvaro sprechen. Sobald er diesen sieht, beleidigt er ihn aufs heftigste, als aber Alvaro keine Reaktion zeigt, schlägt Don Carlo ihn ins Gesicht. Daraufhin ergreift Alvaro den Degen, und die Freundesfeinde schreiten zum Kampf.
Tal zwischen unzugänglichen Felsen
In der Klause betet Leonora für einen bald eintretenden Tod. Als sie Geräusche hört, schließt sie sich ein und läutet die Glocke. Da erscheinen Alvaro und Don Carlo im Zweikampf. Carlo wird tödlich verwundet und bleibt liegen. Alvaro nähert sich der Klause und klopft, um geistlichen Beistand für den sterbenden zu erbitten. Seine Überraschung ist groß, als er Leonora erkennt, die die Tür öffnet. Traurig geht sie zu dem verwundeten Bruder. Der aber sticht sie mit dem letzten Atemzuge nieder. In den Armen ihres geliebten Alvaro und des herbeigeeilten Guardians haucht Leonora ihr Leben aus. Durch die tröstenden Worte des Guardians kann sich Alvaro mit dem Schicksal abfinden, alleine weiterleben zu müssen. (Nach der Petersburger Erstfassung stürzt sich Alvaro von einem Felsen in den Tod.)

## Nummerierter Ablauf
Es gibt verschiedene Unterteilungen der Akte in Szenen, Nummern und ähnliches. Die folgenden Nummern zu der Fassung von 1869 stammen aus dem Klavierauszug des Herausgebers Léon Escudier, Paris (keine Jahresangabe, vermutlich ca. 1870). Die entsprechenden Nummern in der Fassung von 1862 sind, falls anders, in Klammern angefügt.
| Nummer       | Bezeichnung                                                                                            | Beginnt mit:                                                                                            |
| ------------ | --- | --- |
| 1            | Sinfonia Vorspiel                                                                                      | |
|              | ATTO PRIMO - Siviglia ERSTER AUFZUG - Sevilla                                                          | |
| 2            | Introduzione e Scena Introduktion und Szene                                                            | MARCHESE Buona notte, mia figlia... MARCHESE Gute Nacht, meine Tochter...                               |
| 3            | Recitativo e Romanca Rezitativ und Romanze                                                             | CURRA Temea restasse qui fino a domani! CURRA Ich fürchtete schon, er bliebe bis morgen früh!           |
| 4            | Scena e Duetto Szene und Duett                                                                         | CURRA M'ajuti, signorina... CURRA Helft mir, meine Herrin...                                            |
| 5            | Scena e Finale Primo Szene und Finale des Ersten Aktes                                                 | LEONORA È tardi! LEONORA (Zu spät.)                                                                     |
|              | ATTO SECONDO - Villagio d'Hornachuelos E Vicinanze ZWEITER AUFZUG - Das Dorf Hornachuelos und Umgebung | |
| 6            | Coro (e) Ballabile Chor und Tanz                                                                       | MULATTIERI Holà, holà, holà! MAULTIERTREIBER Holà, holà, holà!                                          |
| 7            | Scena Szene                                                                                            | ALCALDE La cena è pronta... ALCALDE Das Essen ist fertig...                                             |
| 8            | Recitativo e Canzone Rezitativ und Kanzone                                                             | PREZIOSILLA Viva la guerra! PREZIOSILLA Es lebe der Krieg!                                              |
| 9            | Preghiera Gebet                                                                                        | PELLEGRINI Padre Eterno Signor pietà di noi. PILGER Vater, Gott in Ewigkeit, erbarme dich unser.        |
| 10           | Scena Szene                                                                                            | STUDENTE Viva la buona compagnia! STUDENT Ein Prosit auf die gesellige Runde!                           |
| 11           | Ballata Ballade                                                                                        | STUDENTE Poich'imberbe è l'incognito... STUDENT Da der Unbekannte bartlos ist...                        |
| 12           | Scena, Coro e Ripresa della Danza Szene, Chor und Wiederholung des Tanzes                              | ALCALDE Sta ben. ALCALDE (Es ist gut.)                                                                  |
| 13           | Aria Arie                                                                                              | LEONORA Son giunta! LEONORA Ich bin am Ziel!                                                            |
| 14           | Scena Szene                                                                                            | MELITONE Chi siete? MELITONE Wer seid Ihr?                                                              |
| 15           | Scena e Duetto Szene und Duett                                                                         | GUARDIANO Chi mi cerca? GUARDIANO (Wer will mich sprechen?)                                             |
| 16           | Finale Secondo Finale des Zweiten Aktes                                                                | GUARDIANO Il santo nome di Dio Signore... GUARDIANO Der geheiligte Name Gottes...                       |
|              | ATTO TERZO - In Italia Presso Velletri DRITTER AUFZUG - Italien, Gegend bei Velletri                   | |
| 17           | Scena e Romanza Szene und Romanze                                                                      | SOLDATI Attenti al gioco... SOLDATEN Passt auf beim Spiel...                                            |
| 18           | Scena e Duettino Szene und Duettino                                                                    | CARLOS Al tradimento... CARLOS (Falsches Spiel!)                                                        |
| 19           | Scena e Battaglia Szene und Schlacht                                                                   | SOLDATI All'armi! SOLDATEN Zu den Waffen!                                                               |
| 20           | Scena e Duettino Szene und Duettino                                                                    | CARLOS Piano... qui posi... CARLOS (Vorsicht... stellt ihn hierher...)                                  |
| 21           | Scena ed Aria Szene und Arie                                                                           | CARLOS Morir!... Tremenda cosa! CARLOS (Sterben! Es ist furchtbar!)                                     |
| 22 (F)       | Ronda Rondo                                                                                            | CORO Compagni sostiamo... CHOR Gefährten, laßt uns ruhen                                                |
| 23 (28B&29B) | Scena e Duetto Szene und Duett                                                                         | ALVARO Nè gustare m'è dato un'ora di quiete... ALVARO Nicht einmal eine Stunde der Ruhe ist mir gegönnt |
| 24 (22)      | Coro e Strofe Chor und Lieder                                                                          | VIVANDIÈRE... Lorchè pifferie tamburi... MARKETENDERINNEN... Wenn Pfeifen und Trommeln...               |
| 25 (23)      | Scena ed Arietta Szene und Arietta                                                                     | SOLDATI Qua Vivandiere, un sorso. SOLDATEN Hierher, Marketenderinnen, einen Schluck!                    |
| 26 (24)      | Coro Chor                                                                                              | CONTADINI Pane pan per carità BAUERN (Brot, Brot, um Gottes willen!)                                    |
| 27 (25)      | Coro-Tarantella Chor und Tarantella                                                                    | PREZIOSILLA... Nella guerra è la folia... PREZIOSILLA... (Im Krieg muss der Übermut...)                 |
| 28 (26)      | Scena ed Aria Buffa Szene und Buffo-Arie                                                               | MELITONE Toh, toh! Poffare il mondo! MELITONE (Oh, oh! Die Welt ist ein Tollhaus!)                      |
| 29 (27)      | Rataplan                                                                                               | PREZIOSILLA Lasciatelo ch'ei vada... PREZIOSILLA (Lasst ihn doch laufen...)                             |
|              | ATTO QUARTO - Vicinanze d'Hornachuelos VIERTER AUFZUG - In der Nähe von Hornachuelos                   | |
| 30           | Coro ed Aria Buffa Chor und Buffo-Arie                                                                 | MENDICANTI Fate la carità... BETTLER Seid barmherzig...                                                 |
| 31           | Scena e Duetto Szene und Duett                                                                         | MELITONE Auf!... Pazienza non v'ha che basti! MELITONE (Uff! Es gibt keine Geduld, die da ausreichte!)  |
| 32           | Scena Szene                                                                                            | GUARDIANO Giunge qualcuno... aprite... GUARDIANO (Da ist jemand, öffnet...)                             |
| 33           | Scena e Duetto Szene und Duett                                                                         | CARLOS Invano Alvaro ti celasti al mondo CARLOS Vergeblich, Alvaro, hast Du Dich der Welt verborgen     |
| 34           | Melodia Melodie                                                                                        | LEONORA Pace, pace, mio Dio! LEONORA Frieden, Frieden, mein Gott!                                       |
| 35 (B)       | Scena e Terzetto Finale Szene und Finale des letzten Aktes                                             | CARLOS Io muoio!... Confession!... CARLOS Ich sterbe!...Beichte!                                        |

Erklärungen zu den Nummern:
- 22 (F): die Nummer 22 von 1869 fehlt 1862;
- 23 (28B&29B): die Nummer 23 von 1869 ist eine Bearbeitung der Nummern 28 und 29 von 1862;
- 35 (B): die Nummer 35 wurde für 1869 bearbeitet.

## Instrumentation
Die Orchesterbesetzung der Oper enthält die folgenden Instrumente:
- Holzbläser: zwei Flöten (2. auch Piccolo), zwei Oboen, zwei Klarinetten (2. auch Bassklarinette), zwei Fagotte
- Blechbläser: vier Hörner, zwei Trompeten, drei Posaunen, Cimbasso
- Pauken, Schlagzeug: Große Trommel, Kleine Trommel, Becken
- Orgel
- zwei Harfen
- Streicher
- Bühnenmusik auf der Szene: zwei Kleine Trommeln
- Bühnenmusik hinter der Szene: sechs Trompeten, vier Kleine Trommeln

## Werkgeschichte
Ende des Jahres 1860 wurde Verdi für den Wahlkreis Busseto – Borgo San Donnino in das neue Parlament gewählt. Als im Februar 1861 der erste König von Italien, Viktor Emanuel II., proklamiert wurde, war er zugegen und gab sein Votum ab, als am 15. März der neue Staat konstituiert wurde. Doch bald schon war er des Politikerlebens überdrüssig.
Schon während seiner politischen Aktivitäten bekam er Post von dem römischen Sänger Enrico Tamberlick, der an der Oper von Petersburg ein Gastspiel gab. Im Auftrag der Operndirektion bat er Verdi, für Petersburg eine Oper zu schreiben. Verdi überlegte nicht lange und sagte zu.
Zunächst gedachte er eine Oper namens Ruy Blas nach einer Vorlage von Victor Hugo zu schreiben, was in Petersburg jedoch auf Ablehnung stieß. Andere Themen wurden diskutiert, aber Verdi konnte sich nicht entscheiden. Kurz darauf verstarb sein Freund und Politikerkollege Camillo Conte di Cavour, was Verdi bewog, seine politische Laufbahn endgültig zu beenden. Für Petersburg entschied er sich sodann für ein neues Thema: La forza del destino sollte die Oper nach der Vorlage Don Álvaro o la fuerza del sino (1835) des spanischen Herzogs, Schriftstellers und Politikers Ángel de Saavedra, Duque de Rivas (1791–1865), heißen. Das Libretto schrieb der inzwischen verarmte Francesco Maria Piave, der zum achten und letzten Mal als Librettist für Verdi zur Feder griff. Im August des Jahres 1861 begann Verdi die Komposition, und im November war die Oper fertig.
Am 6. Dezember 1861 kamen Verdi und seine Frau Giuseppina Strepponi in Petersburg an, um die Uraufführung vorzubereiten. Sie reisten allerdings im Februar 1862 wieder ab, da nicht alles nach den Wünschen Verdis realisiert werden konnte. Es folgte eine Reise nach London, wo Verdi für die Weltausstellung die Hymne der Nationen (Inno delle nazioni) auf einen Text des jungen Arrigo Boito komponierte, danach ein kurzer Aufenthalt in Italien, bevor es im September 1862 wieder zurück nach Petersburg ging. Nachdem die Rollen endlich gemäß Verdis Wünschen hatten besetzt werden können, kam es am 29. Oktoberjul. / 10. November 1862greg. zur Uraufführung.
Verdi beabsichtigte, die neue italienische Oper in Petersburg hoffähig zu machen. In Russland herrschten zwei musikalische Richtungen. Die eine war die nationalrussische Richtung um Modest Mussorgski und seine Freunde, die andere war eine nach Deutschland tendierende Richtung, die sich dem aufkommenden Wagnerischen Musikdrama zuwendete. Beide Richtungen lehnten Verdi ab und schlossen sich zusammen, um die italienische Oper zu diskreditieren. Umso überraschender war es, dass La forza del destino mit ungewöhnlicher und überschäumender Begeisterung in Petersburg aufgenommen wurde.
Verdi genoss den Erfolg, der ihm jedoch nicht den Blick auf die Schwächen der Oper verstellte. Die Erstaufführung in Italien unter dem Namen Don Alvaro stand aufgrund von Fehlbesetzungen unter keinem guten Stern und fiel beim Publikum durch. Im Herbst 1863 schrieb Verdi an Piave, dass das Werk eine Häufung von Unglücksfällen und Unwahrscheinlichkeiten sei und die Hauptpersonen Leonora und Alvaro kein Schicksal hätten, so dass man daran denken solle, an La forza del destino etwas zu ändern. Piave war inzwischen unheilbar erkrankt; die Aufgabe der Umarbeitung übernahm Antonio Ghislanzoni, der später auch das Libretto zu Aida schreiben sollte.
Die wichtigsten Änderungen waren:
- Eine breit angelegte Ouvertüre, beinahe eine Potpourri-Ouvertüre, anstatt eines kurzen Orchestervorspiels.
- Im dritten Akt wurde der verhinderte Zweikampf vorverlegt. Den Schluss des Aktes bildet die Kapuzinerpredigt des Fra Melitone, die der Kapuzinerpredigt aus Schillers Wallensteins Lager nachempfunden ist, und das abschließende kriegerische Trommlerlied Rataplan.
- Im vierten Akt ist der tödliche Dolchstoß des Don Carlo gegen seine Schwester Leonora und Carlos Tod hinter die Bühne verlegt. Alvaro stürzt sich nicht mehr mit einem Fluch auf den Lippen von einem Felsen, sondern ihm wird im Schlussterzett göttliche Gnade zuteil.

Die Uraufführung der umgearbeiteten Oper fand am 27. Februar 1869 an der Mailänder Scala statt. Bis heute erfreut sich diese Oper weltweit großer Beliebtheit.
Eine Aufführung in deutscher Sprache 1863 in Wien war kein Erfolg. Erst 1878 wagte man sich an der Berliner Kroll-Oper daran, das Werk in Deutschland aufzuführen. Zunächst war ihr allerdings kein Erfolg beschieden, da Opern in Deutschland zu diesem Zeitpunkt im Wesentlichen nach den wagnerschen Maßstäben für ein Musikdrama gemessen wurden. Erst nach dem Ersten Weltkrieg setzte sich die Oper in Deutschland durch und hat sich bis heute einen festen Platz auf den Bühnen erobert, wird aber deutlich seltener aufgeführt als etwa Verdis Rigoletto, La traviata oder Aida.

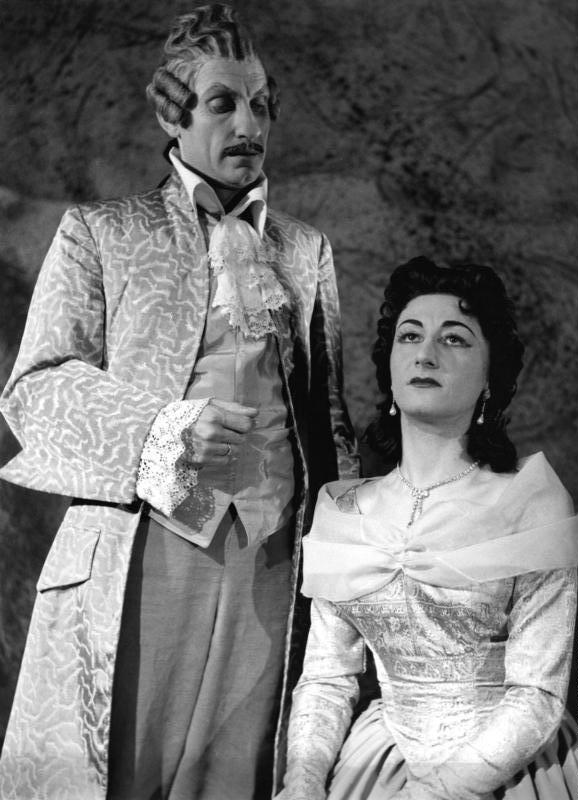
Aufführung Bonn 1954

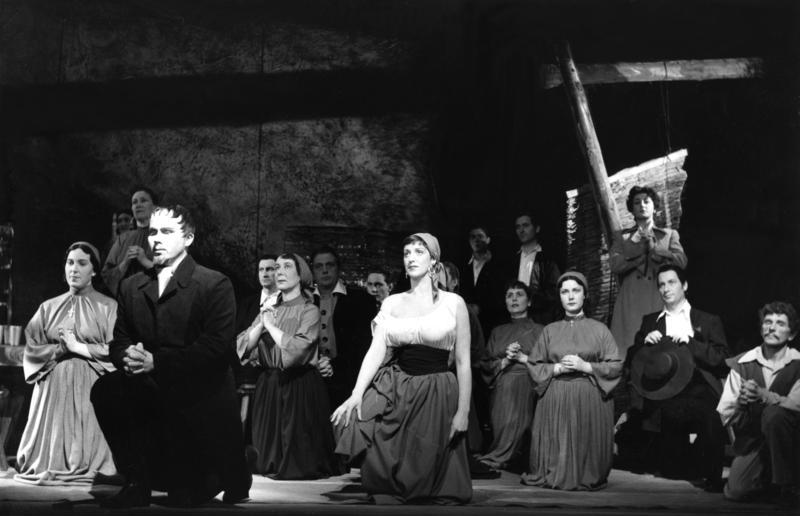
Aufführung Bonn 1954

## Aufnahmen
- 1941: Gino Marinuzzi (Leitung), Orchestra Sinfonica e Coro dell’E.I.A.R di Torino – Maria Caniglia (Leonora); Ebe Stignani (Preziosilla); Galliano Masini (Don Alvaro);  Carlo Tagliabue (Don Carlo); Tancredi Pasero (Padre Guardiano); Saturno Meletti (Fra Melitone); Ernesto Dominici (Marchese di Calatrava)
- 1954: Tullio Serafin (Leitung), Orchestra e coro del Teatro alla Scala – Maria Callas (Leonora); Elena Nicolai (Preziosilla); Richard Tucker (Don Alvaro); Carlo Tagliabue (Don Carlo); Nicola Rossi-Lemeni (Padre Guardiano); Renato Capecchi (Fra Melitone); Plinio Clabassi (Marchese di Calatrava); (EMI)
- 1955: Francesco Molinari-Pradelli (Leitung), Orchestra e Coro dell’Accademia di Santa Cecilia, Roma – Renata Tebaldi (Leonora); Giulietta Simionato (Preziosilla); Mario del Monaco (Don Alvaro); Ettore Bastianini (Don Carlo); Cesare Siepi (Padre Guardiano); Fernando Corena (Fra Melitone); Silvio Maionica (Marchese di Calatrava); (Decca Records)
- 1958: Fernando Previtali (Leitung), Orchestra e Coro di Santa Cecilia di Roma – Zinka Milanov (Leonora); Rosalind Elias (Preziosilla); Giuseppe Di Stefano (Don Alvaro); Leonard Warren (Don Carlo); Giorgio Tozzi (Padre Guardiano); Dino Mantovani (Fra Melitone); Paolo Washington (Marchese di Calatrava); (Decca Records)
- 1964: Thomas Schippers (Leitung), RCA Italiana Orchestra and Chorus – Leontyne Price (Leonora); Shirley Verrett (Preziosilla); Richard Tucker (Don Alvaro); Robert Merrill (Don Carlo); Giorgio Tozzi (Padre Guardiano); Ezio Flagello (Fra Melitone); Giovanni Foiani (Marchese di Calatrava); (RCA Records)
- 1969: Lamberto Gardelli (Leitung), Royal Philharmonic Orchestra, Ambrosian Opera Chorus – Martina Arroyo (Leonora); Biancamaria Casoni (Preziosilla); Carlo Bergonzi (Don Alvaro); Piero Cappuccilli (Don Carlo); Ruggero Raimondi (Padre Guardiano); Geraint Evans (Fra Melitone); Antonio Zerbini (Marchese di Calatrava); (EMI)
- 1976: James Levine (Leitung), London Symphony Orchestra, John Alldis Choir – Leontyne Price (Leonora); Fiorenza Cossotto (Preziosilla); Plácido Domingo (Don Alvaro); Sherrill Milnes (Don Carlo); Bonaldo Giaiotti (Padre Guardiano); Gabriel Bacquier (Fra Melitone); Kurt Moll (Marchese di Calatrava); (RCA Records)
- 1985: Giuseppe Sinopoli (Leitung), Philharmonia Orchestra, Ambrosian Opera Chorus – Rosalind Plowright (Leonora); Agnes Baltsa (Preziosilla); José Carreras (Don Alvaro); Renato Bruson (Don Carlo); Paata Burchuladze (Padre Guardiano); Joan Pons (Fra Melitone); John Tomlinson (Marchese di Calatrava); (Deutsche Grammophon)
- 1986: Riccardo Muti (Leitung), Orchestra e coro del Teatro alla Scala – Mirella Freni (Leonora); Dolora Zajick (Preziosilla); Plácido Domingo (Don Alvaro); Giorgio Zancanaro (Don Carlo); Paul Plishka (Padre Guardiano); Sesto Bruscantini (Fra Melitone); Giorgio Surjan (Marchese di Calatrava); (EMI)
- 2014: ((Asher Fisch)) (Leitung), Orchester der Bayerischen Staatsoper; Jonas Kaufmann (Alvaro); Ludovic Tézier (Don Carlo), Anja Harteros (Leonora); Vitalij Kowaljow (Marchese, Padre Guardiano), Nadia Krasteva (Preziosilla), Renato Girolami (Fra Melitone) u. a.; Regie Martin Kusej; SONY